# Parafia Podwyższenia Krzyża Świętego w Zbylitowskiej Górze
Parafia Podwyższenia Krzyża Świętego w Zbylitowskiej Górze – parafia rzymskokatolicka, znajdująca się w diecezji tarnowskiej, w dekanacie Tarnów Zachód.